# Reprezentacja Malezji w hokeju na lodzie mężczyzn
Reprezentacja Malezji w hokeju na lodzie mężczyzn – kadra zawodników reprezentujących Malezję w hokeju na lodzie. Jest członkiem IIHF od 28 września 2006.

## Historia
Reprezentacja Malezji zagrała swój pierwszy oficjalny turniej w 2007 na Zimowych Igrzyskach Azjatyckich. Zajęli wtedy ósme na jedenaście miejsc. W meczu o siódme miejsce przegrali z Kuwejtem 2-10. Rok później (2008) wzięli udział w Azjatyckim Pucharze Challenge IIHF. Zajęli w nim drugie miejsce, po przegranej w finale z Chinami ludowymi. W 2009 w meczu półfinałowym ze Zjednoczonymi Emiratami Arabskimi przegrali 1-3, a w meczu o trzecie miejsce wygrali z Tajlandią 4-3. W tym turnieju zajęli jeszcze czwarte miejsce w 2010 i trzecie w 2012.

## Sukcesy

### Zimowe Igrzyska Azjatyckie
- 2007 – 8. miejsce

### Azjatycki Puchar Challenge IIHF
- 2008 – 2. miejsce
- 2009 – 3. miejsce
- 2010 – 4. miejsce
- 2012 – 3. miejsce
- 2013 – 7. miejsce

## Mecze
| Drużyna                      | M | Z | R | P | +  | –  |
| ---------------------------- | - | - | - | - | -- | -- |
| Hongkong                     | 3 | 3 | 0 | 0 | 15 | 8  |
| Indie                        | 1 | 1 | 0 | 0 | 10 | 1  |
| Makau                        | 2 | 2 | 0 | 0 | 11 | 1  |
| Mongolia                     | 1 | 1 | 0 | 0 | 4  | 2  |
| Singapur                     | 2 | 1 | 1 | 0 | 5  | 4  |
| Tajlandia                    | 4 | 0 | 1 | 3 | 7  | 21 |
| Zjednoczone Emiraty Arabskie | 2 | 0 | 0 | 2 | 2  | 7  |
| Chińskie Tajpej              | 1 | 0 | 0 | 1 | 2  | 5  |
| Kuwejt                       | 2 | 1 | 0 | 1 | 7  | 11 |
| Korea Południowa             | 1 | 0 | 0 | 1 | 1  | 14 |
| Korea Północna               | 1 | 0 | 0 | 1 | 0  | 15 |